# Naughty Girl
Naughty Girl – piosenka amerykańskiej wokalistki rhythm and bluesowej Beyoncé Knowles, pochodząca z jej debiutanckiego albumu Dangerously in Love. Na początku 2004 roku wydana została jako czwarty i ostatni singel promujący płytę. Utwór utrzymany jest w stylu „Baby Boy” i wyczuwalne są w nim silne wpływy muzyki bliskowschodniej.
Mimo iż singel nie zdołał powtórzyć sukcesu „Crazy in Love” i „Baby Boy”. uplasował się na 3. pozycji Billboard Hot 100 oraz uzyskał złoty status w Stanach Zjednoczonych, Australii oraz Nowej Zelandii.

## Wydanie i przyjęcie
„Naughty Girl” wydany został 30 marca 2004 roku w Wielkiej Brytanii jako czwarty i finałowy singel z Dangerously in Love. 20 kwietnia ukazał się na płycie gramofonowej w Stanach Zjednoczonych, a 23 kwietnia w Australii, gdzie składał się z wersji albumowej, dwóch remiksów i utworu „I Know” Destiny’s Child.
Singel przyniósł Knowles nagrodę dla autorki tekstów roku podczas gali American Society of Composers, Authors and Publishers Awards 2005. Poza tym, wraz z „Baby Boy” i „Me, Myself and I”. „Naughty Girl” zdobyła wyróżnienie dla jednej z najczęściej wykonywanych piosenek roku.
Poza zajęciem 3. miejsca na Hot 100, singel uplasował się na szczycie Hot R&B/Hip-Hop Singles Sales oraz Hot Dance Club Play. W sumie „Naughty Girl” pozostawał w amerykańskich notowaniach przez 22 tygodnie. 22 października 2004 roku RIAA przyznała piosence złoty status za sprzedaż ponad 500.000 kopii.
Na arenie międzynarodowej singel odniósł mniejszy sukces niż w Stanach Zjednoczonych, zajmując 6. miejsce w Nowej Zelandii i 9. w Australii. W większości krajów europejskich „Naughty Girl” uplasował się w pierwszych dwudziestkach notowań.

## Lista utworów
Belgia
1. „Naughty Girl” – 3:28
2. „Naughty Girl” (feat. Lil’ Kim) – 3:47
3. „Naughty Girl” (Calderone Quayle Club Mix) – 9:38
4. „I Know” (Destiny’s Child) – 3:32

Kanada
1. „Naughty Girl” – 3:30
2. „Naughty Girl” (feat. Lil’ Kim) – 3:50
3. „Naughty Girl” (Calderone Quayle Naughty Dub) – 7:21

## Wideoklip

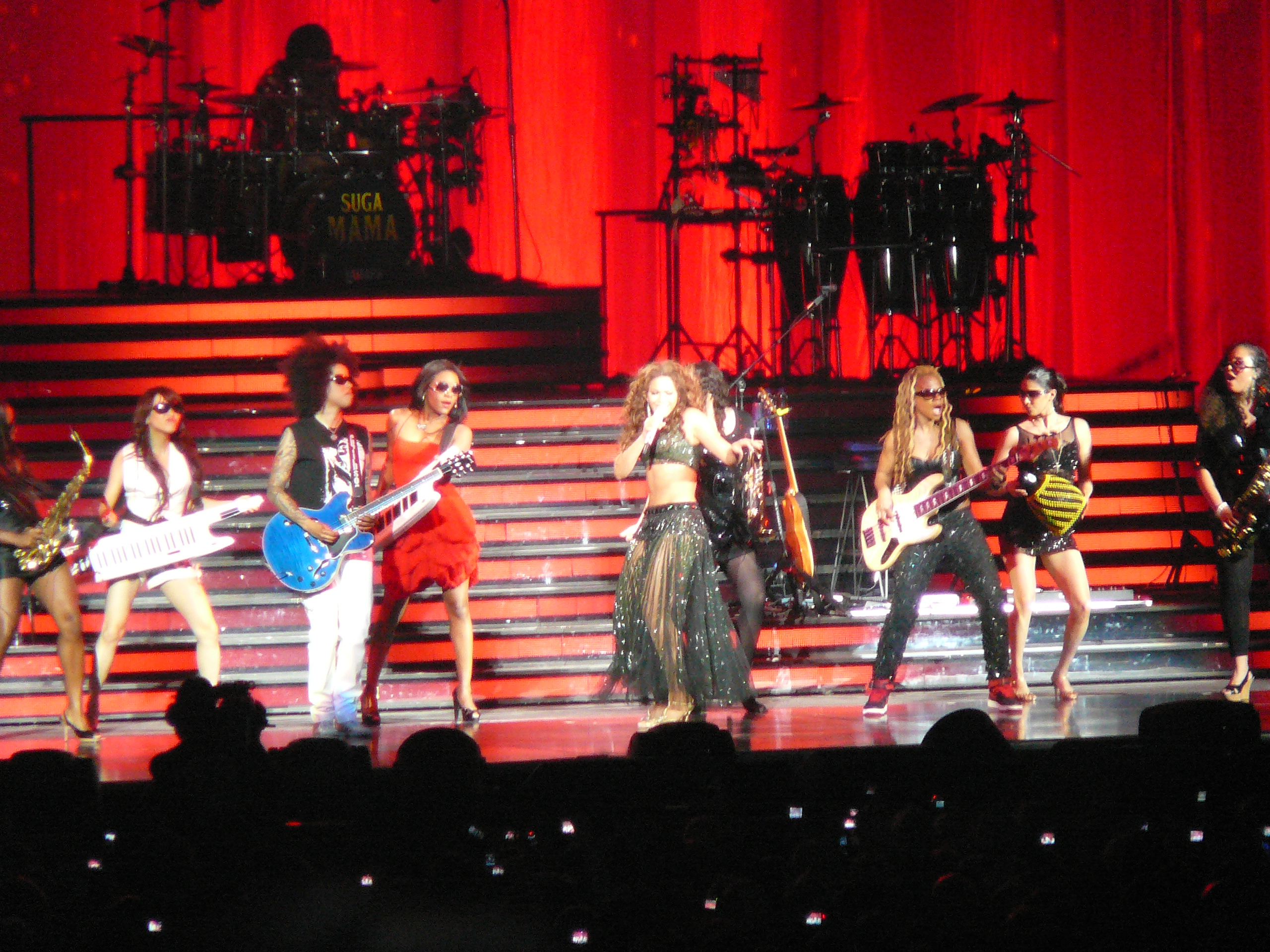
Beyoncé wykonująca „Naughty Girl” podczas trasy koncertowej The Beyoncé Experience.

Teledysk do piosenki „Naughty Girl” wyreżyserował Jake Nava. Wideoklip zainspirowany był tańcem Cyd Charisse i Freda Astaire’a w musicalu Wszyscy na scenę z 1953 roku. W rolę Astaire’a gościnnie wcielił się Usher.
Wideoklip rozpoczyna się widokiem Beyoncé wykonującej schemat taneczny, otoczoną ścianą luster. Następnie akcja przenosi się do klubu, do którego wokalistka wkracza otoczona przyjaciółmi, z inną fryzura i innym strojem. W momencie wejścia zauważa Ushera, który również zwraca na nią uwagę. Dwójka spotyka się na parkiecie i rozpoczyna wspólny taniec. Kolejne ujęcia ukazują Knowles kapiącą się w wielkim kieliszku szampana (à la Josephine Baker). W finałowej scenie Beyoncé siedzi na pianinie, z którego zdejmuje ją gentelman, a ona sama zaczyna tańczyć, podczas gdy zewsząd sypie się konfetti.
Teledysk zadebiutował 22 marca 2004 roku na 10. miejscu Total Request Live i ostatecznie dotarł na szczyt listy. Po pięćdziesięciu dniach w zestawieniu „Naughty Girl” trafił na 7. miejsce alei sław TRL. Wideoklip otrzymał nagrodę dla najlepszego żeńskiego teledysku podczas gali MTV Video Music Awards 2004 (tę samą statuetkę zdobyło rok wcześniej wideo „Crazy in Love”). Poza tym teledysk nominowany był w kategoriach: najlepsza choreografia, najlepszy taneczny wideoklip i najlepsza kinematografia.

## Covery
Irlandzki wokalista Roesy wyprodukował cover „Naughty Girl”, który został wydany na charytatywnym albumie Even Better Than the Real Thing Vol. 2. Własną wersję piosenki nagrał również zespół Richard Cheese and Lounge Against the Machine.

## Pozycje na listach
| Lista (2004)                  | Najwyższa pozycja |
| ----------------------------- | ----------------- |
| Australian ARIA Singles Chart | 9                 |
| Ö3 Austria Top 40             | 29                |
| Belgian Ultratop 50           | 14                |
| Canadian Hot 100              | 2                 |
| Danish Singles Chart          | 15                |
| Dutch Top 40                  | 10                |
| French Singles Chart          | 18                |
| German Singles Chart          | 16                |
| Irish Singles Chart           | 14                |

| Lista (2004)                         | Najwyższa pozycja |
| ------------------------------------ | ----------------- |
| Italian Singles Chart                | 17                |
| New Zealand RIANZ Singles Chart      | 6                 |
| VG-Lista                             | 14                |
| Romanian Singles Chart               | 41                |
| Swedish Singles Chart                | 32                |
| Swiss Singles Chart                  | 18                |
| UK Singles Chart                     | 10                |
| U.S. Billboard Hot 100               | 3                 |
| U.S. Billboard Hot R&B/Hip-Hop Songs | 8                 |
| U.S. Billboard Hot Dance Club Play   | 1                 |

### Certyfikaty
| Kraj              | Certyfikat       |
| ----------------- | ---------------- |
| Stany Zjednoczone | Złoto (500.000+) |
| Australia         | Złoto (35.000+)  |
| Nowa Zelandia     | Złoto (7.500+)   |